# Tarsonops sternalis
Tarsonops sternalis är en spindelart som först beskrevs av Banks 1898.  Tarsonops sternalis ingår i släktet Tarsonops och familjen Caponiidae. Inga underarter finns listade i Catalogue of Life.